# Goniobranchus vibratus
Goniobranchus vibratus (Pease, 1860) è un mollusco nudibranchio della famiglia Chromodorididae.

## Descrizione
Corpo di colore giallo, il mantello è caratterizzato da puntini bianchi in rilievo. Bordo del mantello di colore viola-marrone, così come la parte terminale dei rinofori e del ciuffo branchiale, con chiazze bianche. La base dei rinofori e del ciuffo branchiale è bianca, come il bordo del piede.
Il nome deriva dall'abitudine di far vibrare ritmicamente le branchie come nelle specie del genere Thorunna.

## Biologia
Si nutre di spugne della specie Kaneohea poni (Chondropsidae).

## Distribuzione e habitat
Specie diffusa alle Hawaii e nell'Oceano Pacifico nord-tropicale.